# الجنى الداني في حروف المعاني
الجنى الداني في حروف المعاني كتاب في علم اللغة والنحو من تأليف الفقيه وعالم اللغه والادب أبو محمد الحسن بن قاسم بن عبد الله بن علي المرادي المصري المراكشي  ( ? - 749 ) المعروف بدر الدين المرادي   حيث الف منظومة شعرية تضم معاني الحروف ثم الف كتاب شرح لمنظومته ثم قرر اختصار الكتاب وإضافة فوائد لغوية أخرى فجمع المفرق في الكتب النفيسة من هذا المعنى. ويعتبر المصدر الأساسي في هذا المجال حتى اليوم 

## المؤلف
أبو محمد الحسن بن قاسم بن عبد الله بن علي المرادي المصري المراكشي (؟ - 749 هـ/1348 م)، يُلَقَّب ببدر الدين عالم مغربي ولد في منتصف القرن السابع الهجري وانتقل مع جدته الكبرى  الى مصر حيث تعلم علوم الشريعة الإسلامية واللغة العربية على عدد كثير من المعلمين مثل أبي حيان  وسراج الدين الدمنهوري ومجد الدين التستري وشمس الدين ابن اللبان الخ وكان ببدر الدين و بابن أم قاسم ( نسبة لجدته ) وعمل كمعلم في الجامع العتيق 